# Five Minutes to Live
Five Minutes to Live è un film del 1961, diretto da Bill Karn, con Johnny Cash. In una riedizione del 1966 per la American International Pictures il film è stato intitolato Door-to-Door Maniac. Five Minutes to Live è uno dei due ruoli per il grande schermo che Cash ha rivestito nella sua carriera (l'altro è  Quattro tocchi di campana del 1971); il cantautore ha preso parte a diversi film televisivi ed ha effettuato doppiaggi. Jan de Bont nel 2013 ha realizzato un remake del film.

## Trama
Il gangster Frank Dorella assolda il suo collega Johnny Cabot, malvivente ed omicida, per una rapina alla banca. Il piano è semplice: John, introdottosi a casa dei Wilson, avrebbe preso in ostaggio Nancy, la moglie del bancario Ken Wilson, mentre Frank si sarebbe presentato alla banca intimando a Ken di consegnargli una grossa somma di denaro entro cinque minuti, allo scadere dei quali, come Frank aveva riferito al bancario, in mancanza di una comunicazione telefonica da parte di Frank, il suo complice John avrebbe ucciso Nancy.
Johnny Cabot, come da copione, irrompe da Nancy, e, per tenere a bada l'ostaggio, alterna esecuzioni di musica country con la sua chitarra ad insensati vandalismi ed intimidazioni sessuali. I cinque minuti, pure prorogati, stanno per scadere: Frank, infatti, grazie all'intervento di alcuni dipendenti della banca, è stato arrestato, e non può telefonare a casa di Nancy. Johnny alza il cane del suo revolver verso la tempia di Nancy, deciso a portare a termine la sua missione secondo le regole di ingaggio (per quanto rimanga dubbio il vantaggio dei rapinatori nell'uccidere la donna, dal momento che la rapina era fallita).
Ma il telefono dei Wilson rimane occupato, proprio allo scadere del tempo pattuito, per una chiamata occasionale di una tale Priscilla, del circolo femminile di cui anche Nancy faceva parte. Johnny, dopo che Nancy ha riattaccato il telefono, le concede allora ancora un minuto prima di venir uccisa. In questo minuto torna a casa da scuola, per il pranzo, Bobby, il figlio di Ken e Nancy Wilson, e giunge anche la polizia. Johnny fugge portando con sé il piccolo Bobby, che, nella sparatoria che segue, appare essere colpito a morte.
Johnny Cabot, altrimenti spietato omicida, ha difficoltà a vedere dei bambini coinvolti nelle malefatte criminali, esita, e ciò consente alla polizia, di fronte alla sua resistenza armata, di abbatterlo. Nancy esce di casa disperata per la perdita del figlio. Ma Bobby è vivo e vegeto: aveva solo fatto finta di morire, così come aveva visto fare in TV.    

## Colonna sonora
Nel film Johnny Cash interpreta la canzone Five Minutes To Live; Merle Travis esegue un assolo di chitarra.